# Ludwig von Löfftz
Ludwig von Löfftz (n. 21 iunie 1845, Darmstadt, Marele Ducat Hessa – d. 3 decembrie 1910, München, Imperiul German) a fost un pictor german care a pictat îndeosebi scene de gen și peisaje.

## Biografie
Ludwig von Löfftz a fost elevul lui August von Kreling și Karl Raupp la Nürnberg, apoi a urmat cursurile Academiei de Arte Frumoase din Munchen ca student al lui Wilhelm von Diez. La Academia din München a devenit profesor în 1879, după care a fost directorul ei între anii 1891 și 1899. Importanța sa nu este ca director al academiei ci prin influența majoră pe care a avut-o asupra elevilor săi. Aptitudinile sale excepționale combinate cu tratarea magistrală a clar-obscurului produc efecte armonioase în majoritatea lucrărilor realizate. Pictura Pietà executată în anul 1883 a câștigat medalia de aur la Expoziția Internațională de la München. Pietà se găsește printre exponatele Noii Pinacotecii, unde se regăsește de asemenea și pictura Eurydice realizată în anul 1898.
Printe elevii săi s-au numărat: Lovis Corinth, Nikolaus Davis, Angelo Jank, Georgios Jakobides, Paul Rieth, Hans Olde, Ernst Oppler, Spyridon Vikatos și Arthur Kurtz.

## Galerie imagini

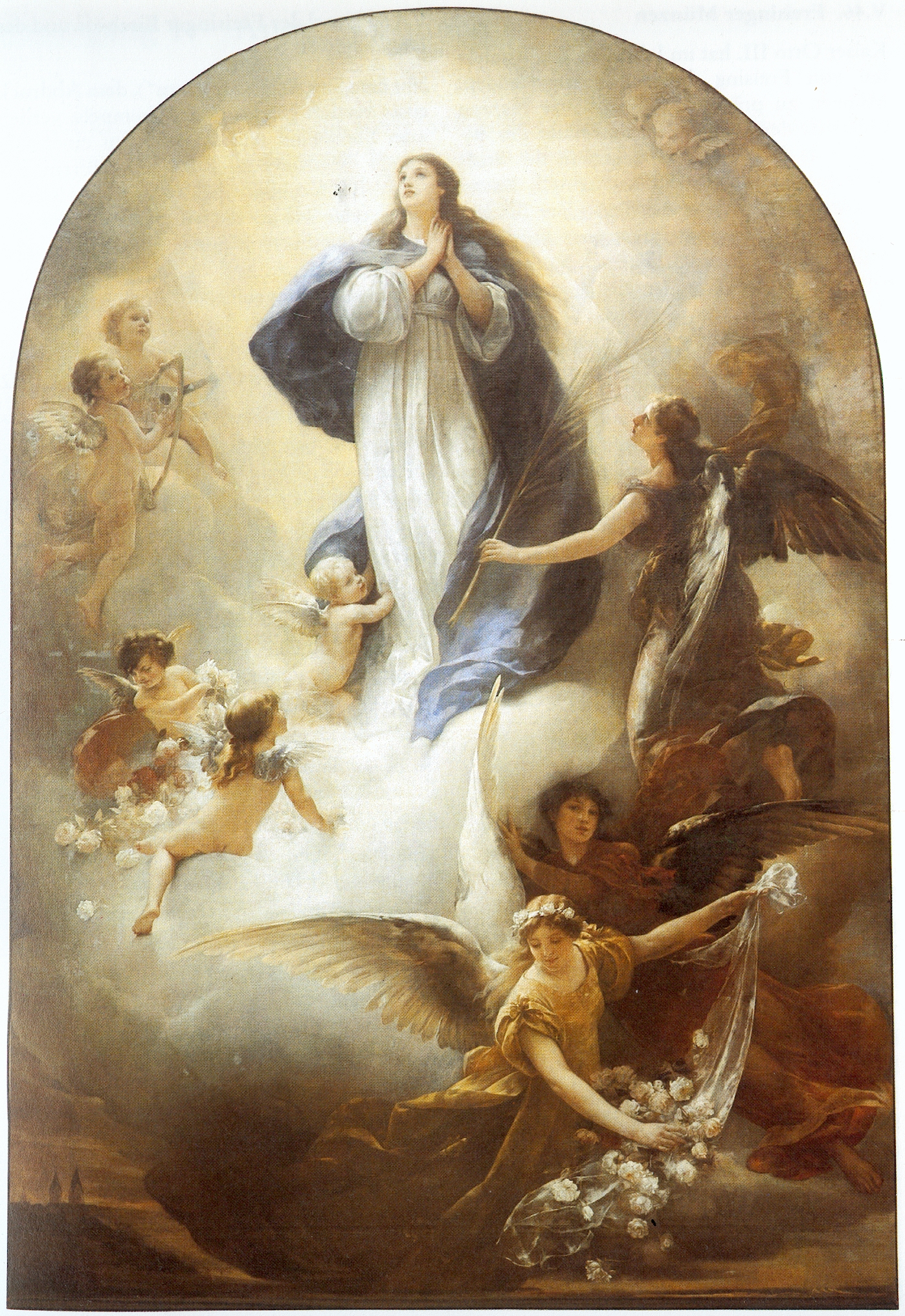
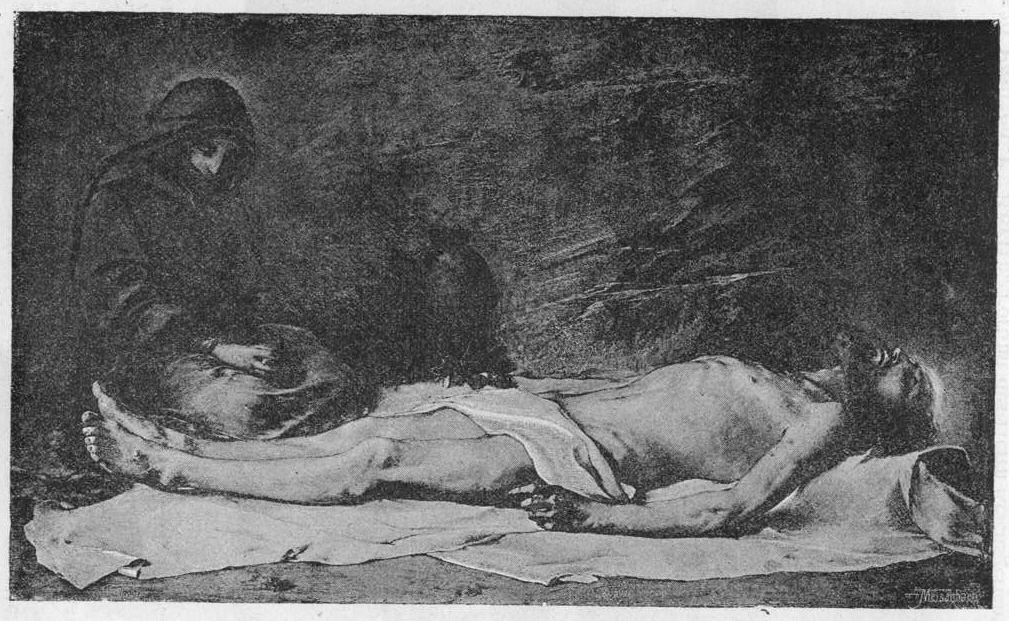
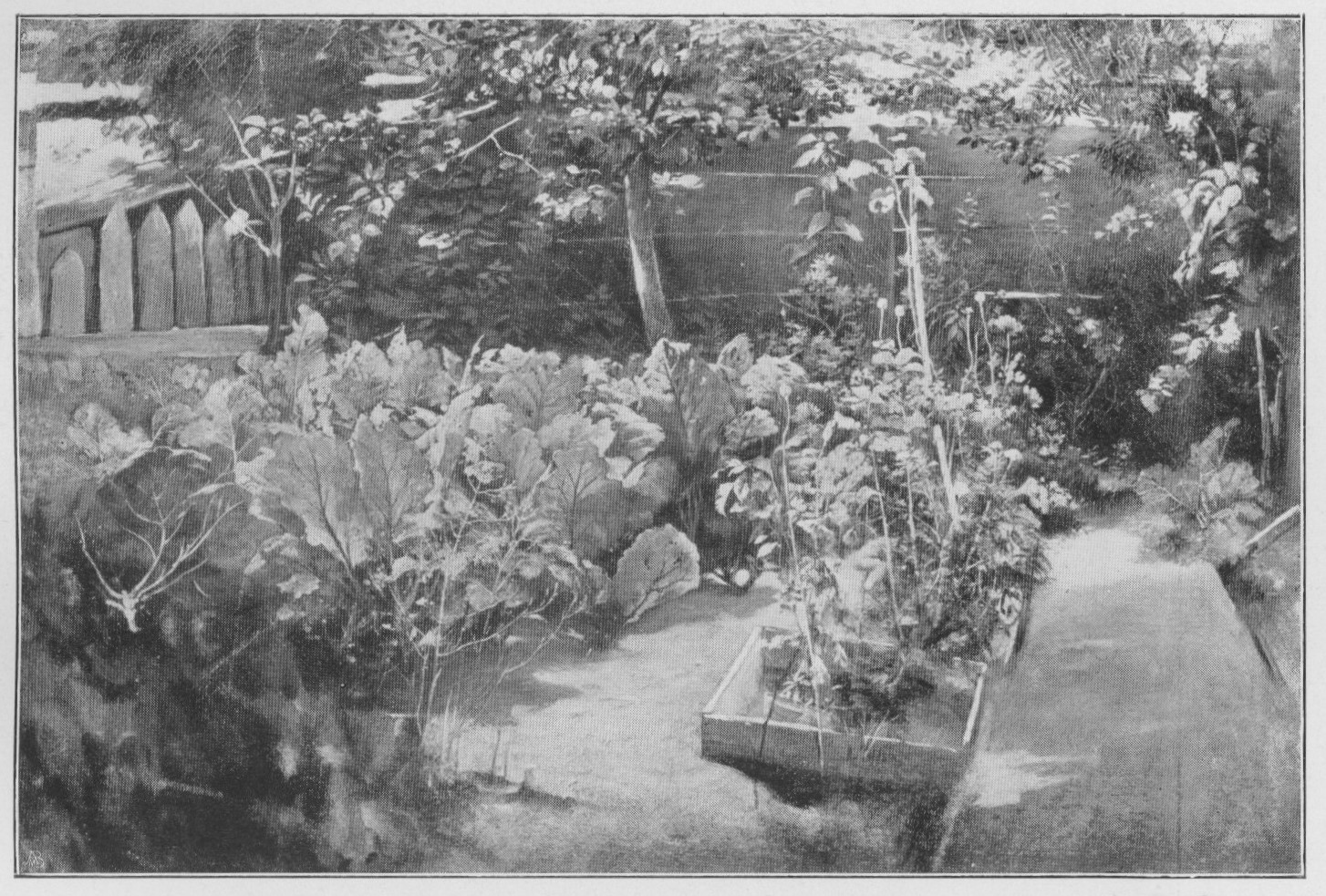
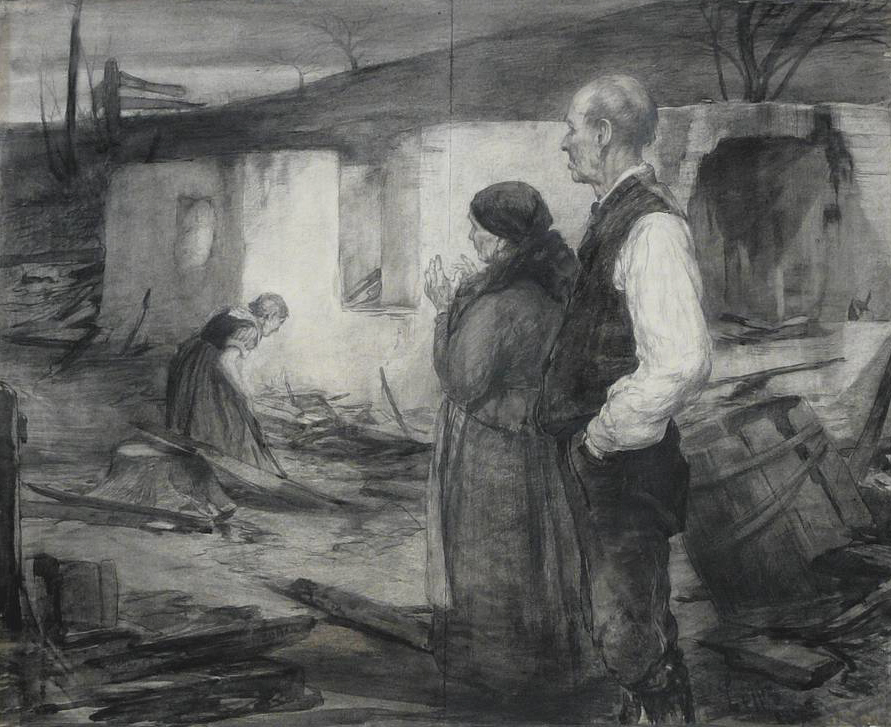

## Lucrări semnificative
Printre operele sale sunt:
- Cardinalul Redarea Orga (1876)
- Avariția și Love (1879)
- Erasmus în studiul său (Stuttgart)
- O bătrână (Frankfurt)